# 한국전통주진흥협회
한국전통주진흥협회(韓國傳統酒振興協會)는 전통주의 원료를 생산하는 농업인, 전통주 제조업자 및 유통업자 등 전통주에 종사하는 관계자들이 뜻을 모아 대한민국 전통주 발전에 정진하는데 그 목적을 두고 2007년 12월 13일 설립된 대한민국 농림수산식품부 소관의 사단법인이다. 서울특별시 강남구 봉은사로 16길 16 타비쉬빌딩 503호에 있다.

## 설립 근거
- 전통주 등의 산업진흥에 관한 법률[3]

## 연혁
- 2007년 12월 한국전통주진흥협회 농림부 사단법인 인가
- 2008년 1월 한국전통주진흥협회 사단법인 등록
- 2014년 3월 신세계백화점의 대형 푸드마켓 청담SSG에 전통주 매대 신설
- 2014년 6월 신세계백화점 부산센텀시티점 ‘우리술방’오픈

## 주요 사업
- 전통주 관련 회원간 정보교환 및 친목도모
- 회원의 전통주 양조기술 발전을 위한 자문
- 전통주의 홍보
- 전통주의 연구 개발
- 전통주 관련 제반 행사
- 기타 전통주산업의 발전에 필요한 사업 등

## 조직

### 고문
- 전통주포럼
- 전통주연구원
- 전통주출판사
- 전통주컨설팅